# Trận Soor (1866)
Trận Soor, còn gọi là Trận Trautenau lần thứ hai hoặc Trận Burkersdorf, là một trận đánh trong cuộc Chiến tranh Bảy tuần, đã diễn ra vào ngày 28 tháng 6 năm 1866. Trong cuộc giao chiến này, mặc dù lực lượng pháo binh Áo dã gây khó khăn cho bước tiến của quân đội Phổ, lực lượng Vệ binh Phổ của Hoàng thân August của Württemberg thuộc Binh đoàn thứ hai dưới quyền chỉ huy của Thái tử Friedrich Wilhelm đã giành chiến thắng vang dội trước Quân đoàn X của Đế quốc Áo dưới sự chỉ huy của Trung tướng Ludwig von Gablenz. Thắng lợi của đội hình trung tâm của Binh đoàn thứ hai tại Soor đã buộc quân của Gablenz phải tiến hành triệt thoái về Königinhof, đồng thời cũng hoàn toàn khôi phục đường liên lạc giữa đội hình này với đội hình bên phải của Binh đoàn thứ hai – vốn đã bị cắt đứt sau khi đội hình trung tâm bị đẩy lùi trong trận Trautenau vào ngày hôm trước. Cũng như nhiều trận đánh khác trong cuộc chiến tranh, trận chiến Burkersdorf cho thấy thiệt hại của quân đội Áo nặng nề hơn nhiều so với đối phương, và điều này đã góp phần thể hiện ưu thế của súng trường nạp hậu Dreyse của quân đội Phổ.
Vào năm 1866, Thái tử Friedrich Wilhelm của Phổ cùng với tướng Adolf von Bonin đã tiến công vùng Böhmen thông qua Trautenau (Trutnov ngày nay), cách Königgratz về hướng đông bắc. Trong trận Trautenau vào ngày 27 tháng 6, Quân đoàn X của Áo dưới quyền Gablenz đã đánh bại Quân đoàn I của Phổ dưới quyền Bonin, nhưng bị thiệt hại rất nặng. Tuy nhiên, sau thất bại của Bonin, các lực lượng của Hoàng thân xứ Württemberg, mà dẫn đầu là quân Vệ binh – đã tiến đánh Eippel. Sự chủ động của Gablenz đã khiến cho quân của ông dễ bị người Phổ đánh vào cánh phải. Do đó, ông được lệnh triệt binh về Josephstadt trong ngày hôm sau. Để xoay chuyển thế trận, viên tướng Áo đã dàn toàn bộ lực lượng pháo binh của mình – được lữ đoàn của Knobel yểm trợ – trên các ngọn đồi giữa Neu-Rogniz và Burgersdorf. Ngoài ra, ông còn trải rộng cánh phải của ông tới Prausnitz – nơi Gablenz giao cho một lữ đoàn thuộc Quân đoàn XIV trấn giữ. Tuy nhiên, bước tiến của 2 tiểu đoàn phóng lựu của Phổ về Alt-Rognitz đã đe dọa cắt liên lạc giữa Gablenz với tiểu đoàn mà ông đặt tại Trautenau. Cuộc giao chiến đã bùng nổ trước khi người Áo hoàn thành việc bố trí pháo binh của mình, và quân bộ binh Phổ đã đẩy lùi đối phương về phía tây Standentz. Sau đó, người Áo hoàn tất việc bố trí đại bác của mình. Trước hỏa lực mạnh mẽ của quân Áo, quân Phổ đã đứng vững. Các lực lượng khác của Phổ đã đến ứng chiến, trong đó có một khẩu đội pháo yểm trợ cho khẩu đội pháo duy nhất của người Phổ trên chiến trường. Quân Phổ chiếm được Burgersdorf, sau đó giao tranh lan rộng. Trong cuộc giao chiến quyết liệt, quân bộ binh Phổ đã đánh thiệt hại nặng các tiểu đoàn Áo trên khu vực cao, buộc họ phải rút lui. Trước sức tiến công dữ dội của quân Phổ, mọi tiểu đoàn Áo tháo chạy đều bị đập tan.
Trong khi đó, 2 tiểu đoàn Phổ tiến đánh Trautenau đã cầm cự mạnh mẽ trước cuộc tấn công của Lữ đoàn Grivicic của Áo tại đây, cho đến khi Sư đoàn Vệ binh số 2 đến tiếp viện. Sư đoàn Vệ binh này đã tận diệt Lữ đoàn Grivicic, và đánh chiếm được thị trấn Trautenau. Tiểu đoàn Áo thuộc Quân đoàn IV – được giao nhiệm vụ là hậu vệ cho đoàn quân bại trận – đã rút lui vào đầu ngày hôm sau. Sau khi đã trả đũa cho thất bại ở Trautenau trước đó bằng chiến thắng toàn diện tại Soor, lực lượng Vệ binh Phổ tiến chiếm Königinhof vào ngày 29 tháng 6.